# VX
VX – fosforo- i siarkoorganiczny związek chemiczny typu fosfonianu, stosowany jako broń chemiczna z grupy związków V. Jest silnie trujący, działa na układ krwionośny i nerwowy.
VX uznawany jest za jeden z najniebezpieczniejszych gazów bojowych używanych w wojnie chemicznej, choć w rzeczywistości jest trudno lotną cieczą. Jeżeli do organizmu przedostanie się przez drogi oddechowe, jest około dziesięciokrotnie bardziej trujący od sarinu. Ponieważ jest łatwo wchłaniany przez skórę, w tej postaci jest około 300-krotnie bardziej toksyczny od sarinu. Wytworzony został w laboratoriach Porton Down Chemical Weapons Research Centre w Wiltshire w Wielkiej Brytanii w 1952 roku. Substancją o podobnej budowie i działaniu jest opracowany w Rosji środek R-VX, metylotiofosfonian O-izobutylo-S-(2-dietylamino)etylu.
Lepkość i niska lotność VX powodują, że ma konsystencję wysokiej jakości oleju samochodowego. To czyni go szczególnie niebezpiecznym dla środowiska. VX nie ma zapachu ani smaku. Może być rozprowadzany w postaci płynu lub pary. Działa jak środek paralityczno-drgawkowy, blokując funkcję acetylocholinoesterazy. Powoduje to ciągłe skurcze wszystkich mięśni, co prowadzi do problemów z oddychaniem, a w efekcie do śmierci przez uduszenie.
Detoksykacja przez hydrolizę za pomocą wodnych roztworów zasadowych jest niemożliwa, gdyż związek ten jest słabo rozpuszczalny w wodzie, reaguje powoli, a produkt reakcji, Me−P(SCH
2CH
2Ni-Pr
2)O−
2, jest trwały i silnie trujący. Dlatego typowymi środkami neutralizującymi VX są wybielacze, w tym podchloryn sodu i podchloryn wapnia, stosowane w dużych ilościach jako roztwory wodne.
Jest on często uważany za najbardziej śmiertelny środek paralityczno-drgawkowy dotychczas zsyntetyzowany przez człowieka. Przeciętną osobę może zabić dawka 200 mikrogramów. W przypadku narażenia na działanie VX konieczne jest natychmiastowe podanie odtrutki, którą może być atropina lub pralidoksym. Substancje te są na wyposażeniu personelu wojskowego w zestawach autostrzykawek.
VX został wykorzystany do zabójstwa Kim Dzong Nama.
Jedynymi krajami posiadającymi VX są Stany Zjednoczone, Wielka Brytania, Rosja, Francja i Syria. Irak za rządów Saddama Husajna poinformował specjalną komisję ONZ (UNSCOM), że prowadził badania nad VX, ale nie użył go z powodu niepowodzeń w produkcji. O posiadanie zapasów VX podejrzewana jest również Korea Północna.